# Коліно (Люблінське воєводство)
Коліно, або Коляно (пол. Kolano) — село в Польщі, у гміні Яблонь Парчівського повіту Люблінського воєводства. Населення — 323 особи (2011).

## Історія
Населення Коліна належало до української етнографічної групи хмаків.
У часи входження до складу Російської імперії належало до Радинського повіту Сідлецької губернії.
За даними етнографічної експедиції 1869—1870 років під керівництвом Павла Чубинського, у селі та на фільварку Коліну здебільшого проживали греко-католики, усе населення розмовляло українською мовою.
У 1975—1998 роках село належало до Білопідляського воєводства.

## Населення
Демографічна структура станом на 31 березня 2011 року:
|          | Загалом | Допрацездатний вік | Працездатний вік | Постпрацездатний вік |
| -------- | ------- | ------------------ | ---------------- | -------------------- |
| Чоловіки | 156     | 35                 | 98               | 23                   |
| Жінки    | 167     | 37                 | 87               | 43                   |
| Разом    | 323     | 72                 | 185              | 66                   |